# Kostja Ullmann
Kostja Ullmann (Amburgo, 30 maggio 1984) è un attore tedesco, di origine singalo-indiana da parte di madre.

## Filmografia

### Cinema
- Sommersturm, regia di Marco Kreuzpaintner (2004)
- Game Over, regia di Jette Müller e Franziska Schlotterer - cortometraggio (2005)
- Schwarze Erdbeeren, regia di Nikias Chryssos - cortometraggio (2005)
- Franziska Spiegel - Eine Erinnerung, regia di Florian Anders - cortometraggio (2005)
- Baruto no gakuen, regia di Masanobu Deme (2006)
- Verliebt, na und wie!, regia di Yannik Lüdemann (2006)
- Verfolgt, regia di Angelina Maccarone (2006)
- Stellungswechsel, regia di Maggie Peren (2007)
- Warten auf Angelina, regia di Hans-Christoph Blumenberg (2008)
- Le galline selvatiche e la vita (Die Wilden Hühner und das Leben), regia di Vivian Naefe (2009)
- Single by Contract (Groupies bleiben nicht zum Frühstück), regia di Marc Rothemund (2010)
- Schutzengel, regia di Til Schweiger (2012)
- Quellen des Lebens, regia di Oskar Roehler (2013)
- Ruby Red (Rubinrot), regia di Felix Fuchssteiner (2013)
- The Key, regia di Mayk Azzato - cortometraggio (2013)
- Grossstadtklein, regia di Tobias Wiemann (2013)
- La spia - A Most Wanted Man (A Most Wanted Man), regia di Anton Corbijn (2014)
- Junges Deutschland, regia di Jan-Hinrik Drevs (2014)
- Ruby Red II - Il segreto di Zaffiro (Saphirblau), regia di Felix Fuchssteiner e Katharina Schöde (2014)
- Coming In, regia di Marco Kreuzpaintner (2014)
- 3 Türken & ein Baby, regia di Sinan Akkus (2015)
- Bibi & Tina: Mädchen gegen Jungs, regia di Detlev Buck (2016)
- Ruby Red III - Verde smeraldo (Smaragdgrün), regia di Felix Fuchssteiner e Katharina Schöde (2016)
- Mein Blind Date mit dem Leben, regia di Marc Rothemund (2017)
- Happy Burnout, regia di André Erkau (2017)
- Wuff, regia di Detlev Buck (2018)
- Circuito rovente (Børning 3), regia di Hallvard Bræin (2020)
- Fuoco incrociato a Natale (Wir können nicht anders), regia di Detlev Buck (2020)
- Die Heimsuchung, regia di Stephan Rick (2021)
- Paradise, regia di Boris Kunz (2023)

### Televisione
- König auf Mallorca, regia di Krystian Martinek – film TV (1998)
- Grani di pepe (Die Pfefferkörner) – serie TV, episodio 1x04 (1999)
- Albtraum einer Ehe, regia di Johannes Fabrick – film TV (2001)
- Alphateam - Die Lebensretter im OP – serie TV, episodi 2x24-4x14-6x11 (1998-2001)
- Stahlnetz – serie TV, episodio 9x02 (2001)
- Zwei Männer am Herd – serie TV, 5 episodi (2001)
- Das Duo – serie TV, episodio 1x02 (2002)
- 14º Distretto (Großstadtrevier) – serie TV, episodio 16x12 (2002)
- Familie XXL, regia di Peter Timm – film TV (2002)
- Stubbe - Von Fall zu Fall – serie TV, episodio 1x21 (2002)
- Der Elefant: Mord verjährt nie – serie TV, episodio 1x04 (2004)
- Mein Weg zu dir heißt Liebe, regia di Thomas Berger – film TV (2004)
- Klassenfahrt - Geknutscht wird immer, regia di Lars Montag – film TV (2004)
- Wolff, un poliziotto a Berlino (Wolffs Revier) – serie TV, episodio 13x12 (2005)
- Squadra speciale Lipsia (SOKO Leipzig) – serie TV, episodio 6x02 (2005)
- Die Rettungsflieger – serie TV, episodio 10x05 (2005)
- Heimliche Liebe - Der Schüler und die Postbotin, regia di Franziska Buch – film TV (2005)
- Squadra Speciale Colonia (SOKO Köln) – serie TV, episodio 3x04 (2006)
- Der Staatsanwalt – serie TV, episodio 1x02 (2007)
- Der geheimnisvolle Schatz von Troja, regia di Dror Zahavi – film TV (2007)
- Die Zeit, die man Leben nennt, regia di Sharon von Wietersheim – film TV (2008)
- Das Wunder von Berlin, regia di Roland Suso Richter – film TV (2008)
- Einsatz in Hamburg – serie TV, episodio 1x11 (2008)
- Das tapfere Schneiderlein, regia di Christian Theede – film TV (2008)
- VeggieTales FitnessHof – serie TV, episodio 1x09 (2008)
- Der verlorene Sohn, regia di Nina Grosse – film TV (2009)
- Rosa Roth – serie TV, episodio 1x27 (2010)
- Amigo - Bei Ankunft Tod, regia di Lars Becker – film TV (2010)
- Donna Leon – serie TV, episodio 1x17 (2011)
- Mein eigen Fleisch und Blut, regia di Vivian Naefe – film TV (2011)
- Schloss Einstein – serie TV, episodio 14x52 (2011)
- Die Tote ohne Alibi, regia di Michael Schneider – film TV (2012)
- Heiraten ist auch keine Lösung, regia di Sibylle Tafel – film TV (2012)
- Mondo senza fine (World Without End) – miniserie TV, 4 episodi (2012)
- Heiraten ist nichts für Feiglinge, regia di Holger Haase – film TV (2015)
- Paare – serie TV, episodio 2x08 (2016)
- Lotta – serie TV, episodio 1x06 (2017)
- Neo Magazin – serie TV, episodio 6x37 (2017)
- Viaggio sul Kilimangiaro (Kilimandscharo: Reise ins Leben), regia di Gregor Schnitzler – film TV (2017)
- Beat – serie TV, 5 episodi (2018)
- Volevamo andare lontano - Bella Germania (Bella Germania) – miniserie TV, episodi 1x01-1x02-1x03 (2019)
- Tatort – serie TV, 4 episodi (2004-2019)
- Fast perfekt verliebt, regia di Sinan Akkus – film TV (2019)
- Auf einmal war es Liebe, regia di André Erkau – film TV (2019)
- Aus dem Tagebuch eines Uber Fahrers – serie TV (2020)
- Meeresleuchten, regia di Wolfgang Panzer – film TV (2021)
- Westwall – miniserie TV, episodio 1x02 (2021)